# World Radio Switzerland
World Radio Switzerland (WRS) est une radio régionale commerciale (anciennement Radio Frontier) du Anglo Media Group and G Media. Elle s'adresse aux anglophones, aux anglophiles et aux « anglo-professionnels » de la région Lémanique. Elle est la seule radio de langue anglaise émettant en Suisse et collabore avec BBC World Service.
Les studios sont situés à Meyrin près de Genève.

## Histoire
La radio a été créée en 1996 sous le nom de World Radio Geneva (WRG). Elle a commencé à émettre le 25 juin 1996. Il ne s'agit alors que d'une radio locale genevoise et commerciale. Au début, l'actionnariat était partagé entre la SRG SSR, Reuters et le Journal de Genève. En 2000, la BBC rachète les parts de Reuters. Les actions sont alors réparties comme suit : 40 % pour la BBC, 40 % pour la SRG SSR et 20 % pour d'autres investisseurs privés (dont Reuters et Le Temps, le successeur du Journal de Genève).
Le 27 juin 2007, l'Office fédéral de la communication a attribué une licence pour la création d'une nouvelle station de radio anglophone nationale, World Radio Switzerland, qui devra remplacer WRG. La radio locale genevoise est alors mise en liquidation quelques jours plus tard et le 1er novembre 2007 la SRG SSR reprend la totalité des parts de WRG. Au niveau hiérarchique et opérationnel, WRS dépend de la Radio télévision suisse.
Le 5 novembre 2007 vers minuit la radio a commencé à émettre sous le nom de WRS sur sa fréquence FM genevoise. Mais c'est à partir de 12 h que la nouvelle radio a vraiment vu le jour avec le début de la diffusion en DAB.
Le 1er septembre 2013 la radio de service public WRS est repassée à 100 % en main privé (Anglo Media Group and G Media) à la suite du renoncement de la Radio télévision suisse à poursuivre la diffusion. Anglo Media Group and G Media diffusait Radio Frontier qui était une web radio, le nom de Radio Frontier a disparu et est officiellement remplacé par WRS depuis le 1er septembre 2013. Les programmes visent désormais une audience locale (bassin lémanique) comme au début de la station en 1996, la région genevoise abrite environ 35 000 anglophones du fait de la présence de très nombreuses organisations internationales (comme l'ONU, l'OMC, l'Union internationale des télécommunications).

## Diffusion
La radio est disponible en FM à Genève et dans une partie du bassin lémanique sur le 101.7 MHz jusqu'au 30 septembre 2013, dès le 1er octobre 2013 seul subsistera la diffusion DAB. L'émetteur est situé à la station d'arrivée du téléphérique du Mont Salève et diffuse avec une puissance de 2000 watts. Depuis le début de la radio et jusqu'au 8 décembre 2009 la fréquence était 88.4 MHz. Celle-ci a été modifiée à la suite d'une réorganisation partielle de la bande FM en région genevoise.
Depuis le 5 novembre 2007 à 12 h, elle est également diffusée sur le réseau DAB de la SRG SSR dans les cantons de Fribourg, Genève, Lucerne, Neuchâtel, Tessin et de Vaud. La diffusion a par la suite été étendue et est aujourd'hui disponible en DAB+ sur l'ensemble de la Suisse.
La diffusion DAB+ sur toute la Suisse soit dans les multiplex suisse-allemand et tessinois devrait disparaître pour ne rester que dans celui de Suisse romande canal 12A en DAB+.
On peut également recevoir cette radio par satellite, internet, IPTV, et sur certains téléréseaux.